# Інженерна гідрологія
Інженерна гідрологія — сукупність тих напрямків гідрології суходолу, які пов'язані з розвязанням практичних інженерних водогосподарських завдань у гідротехніці, меліорації, водопостачанні тощо. Основною складовою частиною інженерної гідрології є гідрологічні розрахунки. Якщо поняття інженерної гідрології вживають у розумінні прикладної гідрології, до неї включають і гідрологічні прогнози. Інженерна гідрологія тісно пов'язана з вченням про річковий стік, гідрофізикою, гідрохімією та ін.